# Vicepresidenti delle Figi
Il Vicepresidente della Repubblica delle Figi è il secondo capo di Stato delle Isole Figi.